# 張徳輝 (元)
張 徳輝（ちょう とくき、1196年 - 1275年）は、モンゴル帝国（大元ウルス）に仕えた漢人の一人。字は耀卿。太原府交城県の出身。

## 概要
張徳輝は幼いころより学問に励み、金末の貞祐年間に御史台の官吏となった人物であった。このころ、盗賊と疑われて捕まった僧侶が冤罪であると気づき、本当の盗賊を捕らえるに至ったとの逸話がある。金朝の滅亡後は黄河の北に渡り、漢人世侯の史天沢に保護された。そこで、史天沢の統治する真定路の経歴官に任じられている。1235年（乙未）、史天沢に従って第一次南宋侵攻に加わり、処刑される所であった逃亡兵を穴城への配備に変えたことや、光山県の農民を説得して降らせるといった功績を挙げている。
1247年（丁未）には皇族のクビライに招きだされ、儒臣の有用性を訴える応対が気に入られて魏璠・元好問・李冶らとともにクビライに仕えることとなった。1248年（戊申）には孔子廟についての下問に答え、また皇族のクウン・ブカのような賢者を重用すべきであると述べたという。また同年夏には白文挙・鄭顕之・趙元徳・李進之・高鳴・李槃・李濤らをクビライに推薦している。1252年（壬子）には元好問とともにクビライに儒教大宗師の称号をおくり、この時に真定路の学校を提調するよう命じられている。
1260年（中統元年）、クビライが即位すると河東南北路宣撫使に任じられ、河東一帯の民生の安定に尽力した。このころ、西川都元帥のネウリンが四川方面において兵権を握っており、鳳翔府の屯田兵800名を徴発して屯田地に返さないことが問題となっていた。張徳輝はこれをクビライに訴え出て、彼らを民に帰すことに成功している。
1261年（中統2年）には十路の中で最も優秀な成績を残したとしてクビライに評価されたが、恐らくは張徳輝の剛腕に反発した者たちの反撃を受けて罷免されるに至った。
1266年（至元3年）秋には参議中書省事となり、1268年（至元5年）春には設立直後の御史台の侍御史に任命されたが、辞退してこれを受けなかった。しかしその後もクビライは張徳輝に御史台の条例について議論させようとしたが、張徳輝は「御史は法を執り行う官でありながら、法令は未だ明らかになっておりませんのに、何を根拠に行えば良いのでしょうか。このことは簡単な問題でないことを、陛下には熟慮いただきたいと思います」と述べたという。その後、クビライは張徳輝を再び召し出して「朕は御史台のことについて熟慮した。卿は御史台の執行に努めよ」と述べたところ、張徳輝は「必ず御史台の職務を実行しなければならないと欲されるのであれば、まず皇族・外戚を糾弾する機関として正府を立てることを乞います」と答えた。これを受けてクビライは「そのことは急がず実行せよ」と述べ、後にはモンゴル人の裁判・訴訟を掌る「大宗正府」という官署が設置されるに至った。結局、張徳輝は老齢を理由に御史台に入ることはなかったが、烏古倫貞・李謙・魏初ら20人を御史台の官として推薦した。なお、張徳輝が推薦した者達は、かつて張徳輝が仕えていた史天沢の幕客であった者が多かった。
張徳輝が赴任する以前、河東は官吏が苛酷な収奪を行い、また色目人が高利の金貸しを行うことで民が逃げ出す状態にあった。張徳輝はこの問題を史天沢の配下であったころから重視しており、モンゴルに仕えてからはこの弊害を取り除くのに尽力した。張徳輝は剛直な人柄で知られ、みだりに喜び笑わなかったという。元好問・李冶らとともに「龍山三老」と呼ばれ、亡くなった時は80歳であった。
　